# Siegbert Gölzer
Siegbert Gölzer (* 1934 in Pirmasens; † 1986 in Saarbrücken) war ein deutscher Designer und Künstler.

## Leben
Gölzer absolvierte eine Schreinerlehre und arbeitete kurz als Zimmermann. Von 1954 bis 1959 studierte er an der Staatlichen Akademie der Bildenden Künste Stuttgart. Danach arbeitete er als Designer in Finnland und der Schweiz, bevor er 1971 als erster ordentlicher Professor für Produktdesign an der Fachhochschule des Saarlandes (heute Hochschule der Bildenden Künste Saar) lehrte. 1974 gründete er ein eigenes Atelier für Produktgestaltung. Gölzer konzentrierte sich auf Straßenmobiliar. Die bis heute erhaltenen Bogenlampen und Drahtkorbsessel im Stadtbild Saarbrückens stammen aus seinen Entwürfen. Auch die typischen Drahtgitter-Korbsessel in den Wartebereichen der Deutschen Bahn entwarf er. Sie werden bis heute von der Firma Metdra produziert.
1967 gewann Gölzer den ersten Preis für ein „optisch-akustisches Wohnelement“ in dem weltweit ausgeschriebenen Wettbewerb inter-design 2000 zum Thema „Wohnen im Jahr 2000“.